# Ludger Jansen
Ludger Jansen (* 1969 in Emmerich am Rhein) ist ein deutscher Philosoph, der an der PTH Brixen in Südtirol lehrt.

## Leben
Jansen erwarb den MLitt an der University of St. Andrews in Logic and Metaphysics (1994), den M.A. an der FU Berlin in Kath. Theologie und Philosophie (1997), den Dr. phil. an der Universität Münster in Philosophie (2002) und den Dr. phil. habil. an der Universität Rostock (2011) (Venia legendi für Philosophie). Seit 2022 ist er außerplanmäßiger Professor für Philosophie an der Universität Rostock und Cusanus-Professor für Philosophie an der PTH Brixen. Für das Sommersemester 2025 wurde er zum Senior Research Fellow an der Kollegforschungsgruppe "Zugang zu kulturellen Gütern im digitalen Wandel" an der Universität Münster ernannt.
Seit 2022 ist er an der Universität Rostock das von der Deutschen Forschungsgemeinschaft geförderte Forschungsprojekt „Von der Natur lernen: Ontologische und epistemologische Grundlagen der Bionik“. Seit 2025 leitet er das von der Autonomen Provinz Südtirol-Bozen geförderte Projekt "Climate, Plastics and Sustainability: Ontology and Operationalisation" (ClimOO). Jansen ist Mitherausgeber der Buchreihen „Themen der antiken Philosophie“ und „Philosophia Theologica“ und Mitglied im wissenschaftlichen Beirat der Zeitschriften „Applied Ontology“, „Journal for Biomedical Semantics“ und „Metaphysica“ sowie der Buchreihe „Historia Logicae“.

## Forschungsschwerpunkte
Jansens Dissertation zu Aristoteles’ Theorie dispositionaler Eigenschaften (dynamis) zeichnet seine Hauptforschungsgebiete vor: die Philosophie der Antike und die philosophischen Grundlagen der Wissenschaften. Er hat Arbeiten zu Dispositionen, Funktionen, Kausalität und Erklärungen veröffentlicht. Ein weiterer Forschungsbereich ist die Sozialontologie und ihre sozialethischen Implikationen etwa hinsichtlich der Migrationsethik oder der Ethik des Gedenkens. Derzeit arbeitet er in enger Zusammenarbeit mit Fachvertretern der Naturwissenschaften vor allem zur wissenschaftsphilosophischen Fragen der Bionik und der Alternsforschung. 
Die Kooperation mit den Naturwissenschaftlern führt auch zu unerwarteten Ergebnissen: Gemeinsam mit dem belgischen Bioinformatiker Ward Blondé veröffentlichte Jansen eine neue Variante des Gottesbeweises aus dem menschlichen Bewusstsein. 
Religionsphilosophisch arbeitet Jansen darüber hinaus im Rahmen der Arbeitsgruppe „Scripture and Theology“ zur Wissenschaftsphilosophie der Theologie, insbesondere zur Theorie der Bibelauslegung bei Thomas von Aquin und der Möglichkeit von Offenbarung.

## Schriften (Auswahl)
- Tun und Können. Ein systematischer Kommentar zu Aristoteles’ Theorie der Vermögen im neunten Buch der „Metaphysik“. Wiesbaden 2016, ISBN 3-658-10285-3.
- Gruppen und Institutionen. Eine Ontologie des Sozialen. Wiesbaden 2017, ISBN 3-658-12129-7.